# Négrophilie
La négrophilie est le fait d'aimer et d'apprécier les personnes noires. Historiquement, ce terme signifie également « amour du Nègre » par les artistes avant-gardistes des années 1920 qui l'utilisent entre eux pour décrire leur passion pour la culture noire. Il s'agit de l'antonyme du terme négrophobie.

## Histoire
Dans le Paris des années 1920-1930, la négrophilie est un véritable engouement pour collectionner l'art africain, écouter du jazz et danser le charleston, le lindy hop ou le black bottom qui sont des signes de modernité et de mode.  
Les sources d'inspiration sont des objets d'art africains inanimés (l'art nègre) qui trouvent leur chemin vers Paris à la suite du commerce colonial avec l'Afrique ainsi que des performances exécutées par des Afro-Américains, dont beaucoup sont d'anciens soldats restés dans des villes européennes après la Première Guerre mondiale et qui se sont tournés vers le divertissement comme source de revenus. La Revue nègre (1925) avec Joséphine Baker est sans doute la revue et l'artiste la plus populaire de cette époque. 

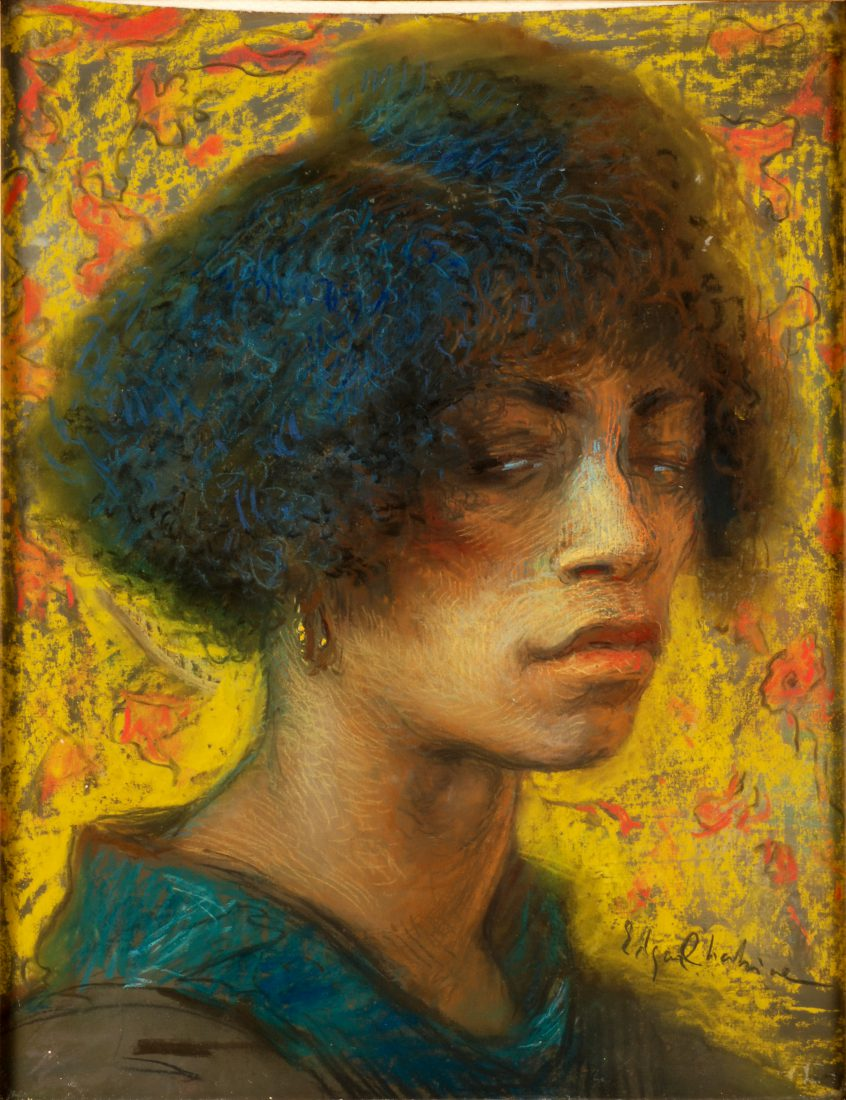
Portrait d'Aïcha, Edgar Chahine (c. 1920), Paris, musée arménien de France. Modèle de Montparnasse, Aïcha Goblet.

Cet intérêt pour les cultures exotiques a déjà été établi en France en raison des expositions régulières du pays pour mettre en valeur les objets et les peuples des colonies françaises. 
La fascination pour la culture spécifiquement noire et l'existence « primitivisée » qui lui est associée prospèrent au lendemain de la Première Guerre mondiale (1914-1918) et de l'Exposition coloniale de 1931, lorsque les artistes aspirent à un style de vie plus simple et idyllique pour contrer la violence mécanique de la vie moderne. Parmi les artistes d'avant-garde reconnus pour leur intérêt pour la négrophilie, citons le poète et critique d'art Guillaume Apollinaire, les artistes Jean Cocteau, Tristan Tzara, Man Ray, Paul Colin, les surréalistes Georges Bataille et Michel Leiris ou la militante politique Nancy Cunard.

## «Bal nègre»

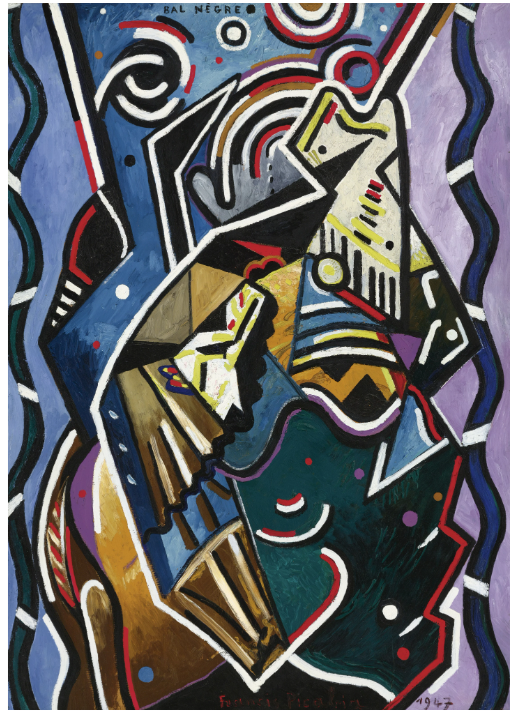
Bal nègre, Picabia, huile sur bois (1947)

En raison de la Première Guerre mondiale, la France voit un afflux d'Africains migrer vers Paris. Cette soudaine montée en diversité conduit les Parisiens blancs à se passionner pour l'introduction et l'immersion des cultures noires dans la ville. À la fin des années 1920, plusieurs boîtes de nuit parisiennes commencent à accueillir des bals où figurent d'authentiques danses d'inspiration africaine, qui sont très populaires parmi les foules françaises. Ces bals deviennent les principaux espaces sociaux interraciaux en France. 

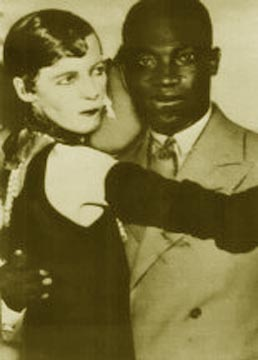
L'écrivain, activiste politique et collectionneuse d'art africain Nancy Cunard dansant avec un partenaire noir (1928)

Tandis que les immigrants africains se rendent dans un bal colonial ou « bal nègre », pour se divertir et s'amuser, les surréalistes français viennent souvent pour l'« observation scientifique » de la culture noire. La musique jazz et la danse sensuelle que l'on trouve dans les boîtes de nuit noires sont étudiées et appréciées par les surréalistes en tant que composantes majeures de la civilisation noire. Cependant, le mode de vie nocturne « scandaleux » des Noirs africains et des Afro-américains en France provoque souvent la sexualisation et la fétichisation françaises de la culture noire.  
Les bals sont également l'un des domaines les plus importants pour les échanges et les relations interraciaux. Cachés dans l'obscurité de la nuit, les jeunes adultes français et africains peuvent socialiser et interagir de manière très controversée dans la société européenne moyenne. Ces relations interraciales progressistes ne dépassent cependant pas les murs des boîtes de nuit parisiennes. Les structures raciales et sociales restent les mêmes pour les Noirs et les Blancs en France, au début du XXe siècle. 

## Voir également
- Négritude
- Rhapsodie nègre
- Chocolat (clown)
- Wigger (en)